# Enterrament de la sardina
L'enterrament de la sardina és un fet que posa fi al carnaval, alhora que enceta el temps de quaresma. És una manera de posar fi al temps de disbauxa, gresca, etc. Al començar el temps de quaresma i, per tant, temps d'abstinència i de penitència. L'origen de l'enterrament de la sardina, cerimònia que es fa a moltes poblacions del país, prové de l'antiga tradició de sortir als afores a berenar el darrer dia de carnaval i fer aquest ritual per a tancar el període de gresca. El fet d'enterrar la sardina també té certes connotacions carnals, perquè era el darrer dia que es permetien pràctiques sexuals abans d'entrar en l'abstinència religiosa.

## Denominació
Sobre el perquè «s'enterra de la sardina», hi ha dues hipòtesis, entre altres possibles. «Sardina» era una manera col·loquial d'anomenar l'espinada o la carcanada del porc, que tradicionalment s'enterrava just abans de començar la quaresma per simbolitzar que s'entrava en un període de privacions i abstinències, que per altra banda en aquella època era molt rigorós i respectat per la societat.
Una altra hipòtesi, és que el terme és importat pel gremi de sabaters de Madrid cap allà al segle xvi, diu que cada dia acostumaven a fer una petita pausa cap allà a les onze del matí per poder fer un mos que els omplís l'estómac fins a l'hora de dinar, per un quarto, una cuinera els servia una llesca de pa torrat amb una sardina i un gotet de vi. En arribar el temps de quaresma, fins i tot la rigorosa abstinència els privava d'aquesta sardina, i començaren el ritual simbòlic d'enterrar-la prop del riu Manzanares i ruixar-la amb vi de Valdepeñas. En una bóta, posaven una carota de la boca de la qual sortia la sardina per a després d'enterrar-la, feien un berenar bevent el vi de la bota.
En altres llocs com Múrcia, la celebració és molt multitudinària i s'ha convertit en la festa més important de la comunitat autònoma, se celebra durant les Festes de Primavera i adquireix un sentit diferent, festejar el final de la Pasqua. A Lieja, un altre exemple, és famós el funeral exuberant de Mati l'Ohé («Mateu l'os», un os de pernil sense carn) que se celebra el 16 d'agost i que posa fi a la gran festa popular de la Mare de Déu d'Agost.